# The Northern Religion of Things
The Northern Religion of Things je kompilační album italské progressive rockové skupiny Nosound. Vydáno bylo v červenci 2011 vydavatelstvím Kscope.
Nahrávky na albu pochází ze studiových zkoušek Giancarla Erry, na kterých se připravoval na vystoupení, které se konalo v srpnu 2010 v Londýně. Protože se jednalo o sólový koncert bez ostatních členů skupiny, musel skladby z předchozích tří studiových alb zásadně přearanžovat a v hojné míře používat předpřipravené smyčky či MIDI soubory. Pro desku The Northern Religion of Things byly využity nahrávky přímo ze stereo výstupu, aniž by byly nějak upravovány.
Společně se standardní edicí alba byla vydána i speciální limitovaná edice (200 ks), která obsahovala podepsanou nálepku a čtyři odznáčky s přebaly alb Nosound.

## Seznam skladeb
Všechny skladby napsal(i) Giancarlo Erra. 
| Pořadí         | Název                          | Původní album          | Délka |
| -------------- | ------------------------------ | ---------------------- | ----- |
| 1.             | About Butterflies and Children | Lightdark (2008)       | 3:01  |
| 2.             | Fading Silently                | A Sense of Loss (2009) | 5:49  |
| 3.             | Kites                          | Lightdark (2008)       | 6:21  |
| 4.             | Tender Claim                   | A Sense of Loss (2009) | 4:01  |
| 5.             | The Misplay                    | Lightdark (2008)       | 4:40  |
| 6.             | The Broken Parts               | Sol29 (2005)           | 6:14  |
| 7.             | Lightdark                      | Lightdark (2008)       | 8:10  |
| 8.             | Hope for the Future            | Sol29 (2005)           | 4:46  |
| 9.             | Sol29                          | Sol29 (2005)           | 7:39  |
| Celková délka: | Celková délka:                 | Celková délka:         | 50:41 |

## Obsazení
- Nosound
  - Giancarlo Erra – zpěv, kytara, piano, klávesy